# Vinuesa
Vinuesa est une commune espagnole de la province de Soria en Castille-et-León.